# Aphoebantus fumosus
Aphoebantus fumosus är en tvåvingeart som först beskrevs av Daniel William Coquillett 1892.  Aphoebantus fumosus ingår i släktet Aphoebantus och familjen svävflugor. Inga underarter finns listade i Catalogue of Life.